# Abraham Weintraub
Abraham Bragança de Vasconcellos Weintraub (São Paulo, 11 de outubro de 1971) é um economista, ex-professor e político brasileiro, atualmente sem partido. Foi ministro da Educação do Brasil entre 2019 e 2020 e diretor executivo do 15.º Distrito do Conselho Administrativo do Banco Mundial, de 2020 a 2022. Também é ex-docente da Universidade Federal de São Paulo (Unifesp), de onde foi demitido em 2024 por abandono de cargo.
Em 2022, candidatou-se ao cargo de deputado federal por São Paulo, não sendo eleito.

## Familiares
O pai de Abraham, o psiquiatra Mauro Weintraub, foi professor da Universidade de São Paulo (USP) e na década de 1980 escreveu um livro sobre cannabis, defendendo a dissociação da relação entre uso e criminalização, algo extremamente progressista para a época. O próprio Abraham já chegou a afirmar que o pai sofreu perseguição na época da ditadura militar por defender alunos que desapareceram durante o regime. Diferentemente do pai, Abraham e o irmão Arthur Weintraub possuem uma postura mais conservadora; ambos participaram do Governo Bolsonaro. Arthur foi assessor especial da presidência da República.
Em 2011, os irmãos Abraham e Arthur entraram com uma demanda na Justiça de São Paulo pedindo para tornarem-se tutores de seu pai, Mauro Weintraub. O pedido foi julgado e indeferido pelo juiz Rui Porto Dias, que entendeu que não havia elementos suficientes que justificassem a interdição de Mauro Weintraub. Os irmãos recorreram da sentença, mas o tribunal negou provimento à apelação em março de 2016.

## Formação e carreira
Abraham Weintraub graduou-se em ciências econômicas pela Universidade de São Paulo (USP) em 1994, tendo realizado MBA Executivo Internacional e mestrado em administração (área de finanças) na Fundação Getulio Vargas (FGV).
Executivo do mercado financeiro com mais de vinte anos de experiência, atuou como economista-chefe e diretor do Banco Votorantim e como sócio na Quest Investimentos. Também foi membro do Comitê de Negociação da BM&F Bovespa e do Comitê de Macroeconomia da Associação Nacional das Instituições do Mercado Financeiro. Foi integrante da equipe de transição do governo Jair Bolsonaro e em 1º de janeiro de 2019 foi nomeado secretário-executivo da Casa Civil.
Foi professor da Universidade Federal de São Paulo (Unifesp). Em abril de 2023, Abraham Weintraub e sua esposa Daniela tiveram os salários suspensos da Unifesp por não comparecerem ao trabalho, e em dezembro do mesmo ano a Controladoria-Geral da União (CGU) instaurou uma sindicância para apurar a ocorrência de abandono de cargo. Após a conclusão do processo administrativo disciplinar, Weintraub foi demitido da Unifesp em 7 de fevereiro de 2024.

## Ministério da Educação
Em 8 de abril de 2019, foi nomeado pelo presidente Jair Bolsonaro para o cargo de ministro da Educação, após a demissão do ex-ministro Ricardo Vélez Rodríguez. Pouco após uma reunião no Palácio do Planalto entre Bolsonaro e Vélez, o presidente afirmou:
Comunico a todos a indicação do Professor Abraham Weintraub ao cargo de Ministro da Educação. Abraham é doutor, professor universitário e possui ampla experiência em gestão e o conhecimento necessário para a pasta. Aproveito para agradecer ao prof. Velez pelos serviços prestados— Jair Messias Bolsonaro
Weintraub foi muito ativo na rede social Twitter durante seu tempo a frente do Ministério da Educação, onde fez declarações controversas e ataques ao Partido dos Trabalhadores (PT), à imprensa e à esquerda. Por causa das suas polêmicas declarações nas redes sociais, o escritor Ignácio de Loyola Brandão caracterizou Weintraub como um "ministro da educação sem educação, grosso, horrendo, nojento" e o colunista Demétrio Magnoli como "um seguidor inculto de Olavo de Carvalho". O presidente da Câmara Rodrigo Maia (DEM) classificou o ministro como um "desqualificado", "um desastre" e que "traduz a bandeira do ódio”. Por fim, Weintraub em resposta diz "não querer brigar", "quero permanecer em paz". Não há no currículo de Weintraub formação ou experiência em gestão de políticas educacionais.

## Controvérsias

### Cortes no orçamento das universidades federais
Logo após assumir o Ministério da Educação, foi anunciado um "corte" (termo utilizado pela mídia brasileira) de 30% em recursos destinados às despesas discricionárias de algumas universidades federais. "Universidades que, em vez de procurar melhorar o desempenho acadêmico, estiverem fazendo balbúrdia, terão verbas reduzidas", disse o então ministro ao jornal O Estado de S. Paulo. Posteriormente a medida se estendeu a todas as universidades federais para o 2.º semestre de 2019, sob a forma de bloqueio ou congelamento. As despesas discricionárias correspondem a 13,83% do total orçamentário, havendo então um contingenciamento (termo usado pelo ministro e pelo Governo Federal) de 3,5% deste total — o que de fato representa 30% das despesas não-obrigatórias — que devem ser liberados após setembro. “O contingenciamento vai voltar agora, a partir de setembro. Isso vai gerar um alívio, e vai ser a prova de que houve contingenciamento e não corte. E aí quem falou que teve corte vai ter que se explicar”, disse o ministro na Câmara dos Deputados, no dia 4 de setembro do mesmo ano.
Fazendo-se cumprir sua promessa, no dia 30 de setembro, o ministro Abraham Weintraub anunciou por meio de seu perfil oficial no Twitter e posteriormente em coletiva de imprensa o descontingenciamento de R$ 2 bilhões. Após o desbloqueio de verba a imprensa passou a denominar o desbloqueio como descontingenciamento, atitude não adotada antes quando disse que o contingenciamento foi um corte.
Em maio de 2019, uma notícia afirmava que os contingenciamentos estariam afetando a reconstrução do Museu Nacional, com um corte de 13,9 milhões da verba de 55 milhões reais destinada ao museu, a notícia tinha como base um levantamento feito pela Associação Nacional dos Dirigentes das Instituições Federais de Ensino Superior (Andifes). Weintraub reagiu à notícia no dia seguinte em um vídeo publicado nas redes sociais. Com a música Singin' in the Rain de fundo, afirmou no vídeo que "está chovendo fake news", argumentando que a verba de 55 milhões de reais era originária de uma emenda parlamentar no Rio de Janeiro.
Em meados de 2019, protestos estudantis foram organizados pela União Nacional dos Estudantes, manifestando indignação com o corte de verbas, segundo os críticos, ou contingenciamento, no vocabulário do ministro nas verbas às universidades federais. O ministro incentivou denúncias contra alunos e professores que divulgassem e promovessem os protestos dentro de escolas e faculdades. A declaração foi polêmica e foi repudiada por políticos e estudantes.
Em 18 de outubro de 2019 anunciou a liberação das verbas contingenciadas das universidades e institutos federais.

### Carteirinha Estudantil Digital
Em setembro de 2019, o governo assinou uma medida provisória que criava uma "carteirinha" estudantil digital para estudantes do ensino fundamental, médio e superior, liberada noventa  dias após a assinatura da medida provisória para o ensino superior e em até seis meses para o ensino básico. A emissão da carteirinha seria gratuita por meio de aplicativos de celular e, no caso de uma emissão física, por meio da Caixa Econômica Federal. Uma lei de 2013 prevê que a carteirinha seja emitida por entidades como a União Nacional dos Estudantes (UNE), a União Brasileira dos Estudantes Secundaristas (Ubes) e outras entidades estudantis municipais. Essas entidades cobram pela emissão da carteira, e essa medida foi vista por elas como uma retaliação pelos protestos estudantis, que as mesmas organizaram contra medidas relacionadas à educação no governo Bolsonaro. A medida provisória não foi apreciada pelas casas legislativas, e perdeu a validade em 16 de fevereiro de 2020, não tendo efeito portanto, para a emissão de novas carteirinhas digitais. Apesar disto, as carteirinhas estudantis emitidas naquele período permaneceram válidas.
Também em setembro de 2019, Weintraub publicou um ofício com o título de "Escola Para Todos", com sugestões a todas as redes de ensino, de medidas para combater o bullying, a propaganda partidária, a doutrinação e promover o respeito às diferenças e a tolerância religiosa.

### Filmar professores em aula
Em abril de 2019, Weintraub afirmou que filmar professores é um direito dos alunos em sala de aula, e que isso é liberdade individual de cada um. Em contrapartida às declarações do ministro, juristas afirmaram que a filmagem de professores em aulas sem autorização pode violar direitos fundamentais dos educadores.

### Ofensas a Emmanuel Macron
Em agosto de 2019, em meio a discussões verbais entre o presidente Jair Bolsonaro e o presidente da França Emmanuel Macron, no contexto dos incêndios florestais na Amazônia naquele ano, Weintraub escreveu que os franceses elegeram um presidente "sem caráter" e que Macron era "apenas um calhorda oportunista buscando apoio do lobby agrícola francês."

### Declarações sobre Lula da Silva e Dilma Rousseff
Em junho de 2019, um militar que integrava a comitiva do presidente Jair Bolsonaro para participar do G20 foi preso tentando transportar 39 quilos de cocaína em um avião da Força Aérea Brasileira (FAB). Em sua conta no Twitter, Weintraub escreveu: "No passado o avião presidencial já transportou drogas em maior quantidade. Alguém sabe o peso do Lula ou da Dilma?", o assunto foi um dos mais comentados nas redes sociais. A deputada federal Gleisi Hoffmann, presidente do PT, declarou que Weintraub “será acionado judicialmente pelas injúrias lançadas contra Dilma Rousseff e Lula”. A deputada Jandira Feghali classificou Weintraub como "desprezível" e "uma vergonha para o MEC, os trabalhadores da educação e o restante do país”. A Comissão de Ética da Presidência da República concluiu que Weintraub desrespeitou o decoro do cargo e aplicou a ele uma sanção por infringir o artigo terceiro do Código de Conduta.
Sobre as eleições para presidente, em 2022, Weintraub concluiu que “Hoje ou é com Lula, ou a gente continua piorando, porque com ele [Bolsonaro] vai continuar piorando”.

### Histórico escolar
Em maio de 2019, foram publicadas imagens do histórico escolar de Weintraub no curso de economia na USP. As imagens mostravam que ele foi reprovado em nove matérias em apenas três semestres, teve várias notas zero e frequência baixa às aulas. Weintraub reconheceu a veracidade do histórico e atribuiu seu mau desempenho a problemas familiares e de saúde. Ele também classificou o vazamento das imagens como "ilegal", mas não negou o desempenho acadêmico insuficiente.

### Discussão no Pará
Em julho de 2019, Weintraub envolveu-se em uma discussão com manifestantes em Alter do Chão no Pará. Os manifestantes protestavam contra os cortes nas universidades federais. Weintraub tentou se defender, mas foi convencido a deixar o local após ser vaiado pelos presentes. O MEC soltou uma nota repudiando o ato. No mesmo dia, a ONG que promoveu a manifestação se defendeu no episódio dizendo que não teve intenção de humilhar ou hostilizar o ministro e sim de apenas manifestar.

### Erros gramaticais e ortográficos
Em um ofício enviado ao ministério da economia em agosto de 2019, Weintraub utilizou em duas ocasiões os termos "paralização" e "suspenção", que não existem em Português. Após a repercussão negativa, ele afirmou que "erros acontecem".
Entretanto, em maio de 2019, ele já havia trocado o nome do escritor Franz Kafka por "Kafta".
Em junho, tentando se referir aos "asseclas" do PT, escreveu "acepipes".
Em janeiro de 2020, ao responder no Twitter uma nota do então deputado Eduardo Bolsonaro, utilizou a palavra "imprecionante", apagando a mensagem depois, mas não evitou mais uma vez a repercussão negativa de sua grafia.
Em fevereiro de 2020, num de seus posts no Twitter, em que o mostrava dentro de um avião, escreveu o seguinte: "Aonde está a pompa e a liturgia do cargo? Na poltrona 16A...", o que na verdade era para ser escrito "Onde estão a pompa e a liturgia do cargo? Na poltrona 16A...". Na publicação, o ministro afirmava que suas viagens não eram privilegiadas. Após erro, a jornalista Vera Magalhães corrigiu-o.

### Interferência na Wikipédia
Através de um e-mail, em junho de 2019 a assessoria de imprensa do Ministério da Educação tentou solicitar, sem sucesso, a exclusão do artigo de Weintraub na Wikipédia, alegando a existência de "interpretações dúbias". No dia 13 de agosto do mesmo ano, o MEC enviou um novo e-mail afirmando que tomaria "medidas judiciais cabíveis" caso a proteção que foi instaurada no seu artigo da Wikipédia não fosse removida.
Respondendo a um requerimento de informações com seis questões, enviado pelo deputado Marcelo Freixo (PSOL), Weintraub admitiu em 18 de outubro de 2019, o uso de técnicos do MEC para apagar o seu verbete na Wikipédia, afirmando que seu verbete contém informações incompletas "sem a menção expressa às datas dos fatos" e "acaba induzindo o leitor a uma compreensão equivocada".

### Congresso CPAC São Paulo, 2019
No dia 12 de outubro de 2019, na conferência conservadora Brasil (CPAC), que aconteceu em São Paulo, Weintraub disse que o nazismo e a esquerda são "inimigo da classe média e da família". Criticou a política relativamente neutra de Arthur Chamberlain, que, nas palavras de Weintraub, não combateu o nazismo quando teve a oportunidade, antes que se transformasse em um perigo mundial. Ainda criticou o ex-presidente Fernando Henrique Cardoso por ter aberto o caminho para eleição de Lula, comparando o FHC à doença imunológica AIDS, que vai destruindo um corpo saudável de forma lenta e gradual.

### Conflitos com a imprensa
Em outubro de 2019, Abraham Weintraub reclamou de um artigo da jornalista Isabela Palhares na edição do dia 7 do mesmo mês no jornal O Estado de S.Paulo sobre uma suposta entrega de ônibus escolares que tinham sido comprados na gestão anterior. Abraham Weintraub respondeu à jornalista de forma provocadora em seu Twitter ao colocar entre aspas o fato de ela ser "jornalista". A Associação Brasileira de Jornalismo Investigativo (Abraji) classificou as declarações de Weintraub como uma "tentativa de intimidação" e "expedientes antidemocráticos". Em novembro de 2019, Abraham Weintraub, após ser questionado sobre possíveis irregularidades durante o "Enem", se recusou a conceder entrevista para os jornalistas.

### Drogas nas universidades federais
Em uma entrevista em novembro de 2019 Weintraub acusou de forma genérica as universidades federais brasileiras. Comparando as universidades com madraças, ele afirmou que nessas instituições haveria plantações de substâncias ilícitas como a maconha e também a produção de metanfetaminas nos laboratórios de química. As declarações foram repudiadas pela ANDIFES (Associação Nacional dos Dirigentes das Instituições Federais de Ensino Superior), que as considerou "desconcertantes" e que atuaria juridicamente para apurar eventuais crimes cometidos pelo ministro. Posteriormente, Weintraub divulgou notícias sobre o assunto em suas redes sociais que foram verificadas pela Folha de S.Paulo e, segundo o jornal, não justificavam as alegações do ministro. A Sociedade Brasileira de Química (SBQ) e a Universidade de Brasília (UnB) também repudiaram veementemente as declarações de Weintraub. Mais tarde, em depoimento ao Congresso, reiterou as acusações, mas mostrou como prova reportagens sobre casos em que depois não seria comprovado o envolvimento das universidades.
Oito meses depois, em julho de 2020, a União foi condenada a pagar uma indenização de R$ 50 mil pelas declarações de Weintraub, em uma ação civil pública movida pela UNE. Na decisão da Justiça Federal do estado de São Paulo, o entendimento foi que houve "ofensa à honra coletiva dos estudantes". Iago Montalvão, presidente da UNE, declarou após a sentença que o ex-ministro, durante o tempo em que comandou a pasta, limitou-se a dirigir ataques com acusações falsas a universidades, estudantes e professores para deslegitimar o trabalho das instituições de ensino.

### Relatório do Banco Mundial
O Banco Mundial classificou o desempenho do governo no projeto da reforma do Ensino Médio como "moderadamente insatisfatório". O resultado é de dezembro de 2019, enquanto o Ministério da Educação ainda era chefiado por Abraham Weintraub.

### ENEM/SISU 2019–2020
Durante o Exame Nacional do Ensino Médio (Enem) de 2019 e o Sistema de Seleção Unificada (SISU) de 2020.1, como Ministro da Educação, Weintraub iniciou uma campanha pessoal cujo slogan era "O melhor ENEM da história". No entanto, ocorreram vários problemas, incluindo a falência da gráfica que elaborou as provas, vazamento de uma imagem da prova antes do seu encerramento, o que comprovaria que não houve o rigor necessário para evitar a entrada de dispositivos eletrônicos, erros na correção, mau funcionamento no sistema de inscrição do SISU, acusação de solução errada do tratamento dado ao erro de correção e judicialização do resultado. Devido aos  problemas, a divulgação dos resultados do SISU foi suspensa temporariamente. Houve também vazamento dos resultados, dificuldades de acessar a fila de espera, e indícios de falhas na oferta de vagas para deficientes, o que atrapalhou o processo das universidades que utilizam o SISU. Após críticas, o presidente Jair Bolsonaro disse que o governo iria apurar a origem das falhas no Enem e a hipótese de sabotagem não havia sido descartada.

### Ataques racistas aos povos indígenas
Em um video de uma reunião presidencial Weintraub declarou que odeia a expressão povos indígenas, declarou também que a sociedade não deveria reconhecer estes povos. Além dessas declarações, ao sair do Ministério da Educação, Weintraub criou uma portaria para extinguir a cota de indígenas nos cursos de Pós-Graduação nas universidades públicas. Na semana seguinte tal portaria foi revogada.

### Ataques racistas à China
Durante a pandemia de COVID-19, Weintraub atacou a China na rede social Twitter. Ele afirmou que o país estaria usando a pandemia para "dominar o mundo" e zombou do sotaque chinês na pronúncia do português, comparando-o ao personagem Cebolinha. Posteriormente Weintraub apagou a postagem, mas reiterou os ataques. A embaixada da China no Brasil declarou que suas alegações eram "racistas, absurdas e desprezíveis". As declarações Weintraub foram repudiadas por diversos brasileiros e caracterizadas como "alucinadas","molecagens" ou "ofensivas". A China declarou que retaliaria comercialmente o Brasil se os ataques dele e de outros bolsonaristas persistissem.
Weintraub foi denunciado à Procuradoria Geral da República (PGR) por deputados da bancada do PSOL. O vice-procurador geral solicitou ao Supremo Tribunal Federal (STF) a abertura de inquérito para investigar a ocorrência do crime de racismo.

### Ataques ao STF
No dia 22 de maio de 2020 foi divulgado o vídeo de uma reunião ministerial citada por Sergio Moro que havia sido realizada no mês anterior, em 22 de abril. A gravação da reunião, cuja divulgação foi autorizada pelo ministro do Supremo Tribunal Federal Celso de Mello, foi anexada ao inquérito aberto pelo STF, a pedido da PGR, para investigar se o presidente Bolsonaro tentou interferir no comando da Polícia Federal (PF).
Naquela reunião, o ministro proferiu ataques ao Supremo Tribunal Federal em uma de suas falas.
Eu, por mim, botava esses vagabundos todos na cadeia. Começando no STF.— Abraham Weintraub em reunião ministerial

### Saída do Ministério da Educação
Em meio a uma investigação da polícia federal do Brasil, e numa possível fuga das responsabilidades com a justiça em 18 de junho de 2020, Weintraub anunciou sua saída do Ministério da Educação em um vídeo com o presidente Bolsonaro em suas redes sociais. Em 20 de junho de 2020 foi publicada sua exoneração do cargo de Ministro da Educação e Antonio Paulo Vogel assumiu o ministério interinamente. A exoneração ocorreu enquanto o ministro estava em solo estadunidense. Rogério Correia (PT-MG) e Fabiano Contarato (Rede-ES), um dia antes da saída de Weintraub do Brasil, haviam aberto no STF um pedido para que fosse apreendido o passaporte do mesmo, afirmando que havia risco de fuga do então ministro. Em 23 de junho, foi publicado um decreto do presidente Jair Bolsonaro no Diário Oficial da União, alterando a data oficial de exoneração de Weintraub para 19 de junho, ou seja, antes de o ministro entrar nos Estados Unidos.
Sobre a saída de Weintraub, do Ministério e do Brasil, existe um posicionamento controverso pela falta de transparência dos fatos pelos envolvidos.
Após a saída do MEC, Weintraub foi indicado para trabalhar na diretoria do Banco Mundial. Em resposta, a Ong Conectas reuniu um grupo de empresários que assinaram uma carta recomendando a um grupo de países que recuse a entrada dele no cargo, afirmando que Weintraub iria causar "danos irreparáveis" ao Brasil. Para entrar no cargo, oito países precisavam aprovar. Segundo o Congresso em Foco, essa indicação foi feita como uma forma de compensar os posicionamentos ideológicos do ministro no governo. Se aceito no órgão, Weintraub pode receber R$ 115,8 mil (US$ 258,5 mil) por mês, e anualmente, pode chegar a R$ 1,3 milhão. Weintraub foi aprovado como diretor-executivo, sendo reeleito em outubro, com mandato até 2022.

## Prêmios e honrarias
Em abril de 2019, foi condecorado com a Ordem de Rio Branco, no grau de Grã-Cruz.
Em 28 de maio de 2020, o  então ministro foi agraciado pelo presidente Bolsonaro juntamente com outras personalidades políticas e diplomáticas com a Ordem do Mérito Naval, honraria destinada a pessoas e instituições que tenham prestado serviços relevantes à Marinha do Brasil, no grau de Grande Oficial.
Em 13 de agosto de 2020, a Câmara Legislativa do Distrito Federal (CLDF) aprovou por unanimidade a concessão do título de persona non grata a Weintraub. A decisão ocorreu após críticas feitas pelo ex-ministro a Brasília, durante uma reunião do primeiro escalão do governo federal, em abril. À ocasião, ele chamou a cidade de "porcaria e cancro de corrupção e privilégio". As ofensas se tornaram públicas após a publicação de um vídeo do encontro. A moção, de autoria do deputado distrital Chico Vigilante (PT), citou "notória incompetência na condução das políticas educacionais" e "completa falta de educação e de respeito à democracia e às instituições."

## Desempenho eleitoral
| Ano  | Eleição                         | Partido | Candidato a      | Votos | %     | Resultado  | Ref     |
| ---- | ------------------------------- | ------- | ---------------- | ----- | ----- | ---------- | ------- |
| 2022 | Eleições estaduais em São Paulo | PMB     | Deputado Federal | 4.057 | 0,02% | Não Eleito | [ 145 ] |